# Кудри (Тверская область)
Кудри — опустевшая деревня в Спировском районе Тверской области.

## География
Находится в центральной части Тверской области на расстоянии приблизительно 41 км на восток-северо-восток по прямой от районного центра поселка Спирово.

## История
На дореволюционных картах не отмечалась. Отмечена на карте 1941 года как поселение с 6 дворами. До 2021 года входила в состав Козловского сельского поселения Спировского района до его упразднения.

## Население
Численность населения: приблизительно 10 человек (1982 год), 2 (русские 100 %) в 2002 году, 0 в 2010.